# Râul Bistra Roșie
Râul Bistra Roșie sau Râul Valea Roșiei este un curs de apă, afluent al râului Bistra Mărului

## Hărți
- Harta Munții Țarcu/Muntele Mic  Arhivat în 28 martie 2010, la Wayback Machine.
- Harta Județului Caraș-Severin